# Johann von Lingk
Johann von Lingk (*  1751 in Wisoke (Großfürstentum Litauen); † um 1818) war ein preußischer Landrat.

## Herkunft und Leben
Johann von Lingk war der Sohn eines Gutsbesitzers. Bei seinem Onkel, der Domherr in Frauenburg war, verbrachte er seine Jugendzeit im Alter von vier bis vierzehn Jahren. Nachdem er ein Gymnasium in Braunsberg besucht hatte, verbrachte er die folgenden drei Jahre zur Pension in Warschau. Im Januar 1770 immatrikulierte er sich für zwei Jahre an der Universität Königsberg, wo er u. a. Vorlesungen über Logik und Metaphysik bei Kant besuchte. Nach dem Tod seines Onkels im Jahr 1772 übernahm er dessen Gut Dietrichsdorf im Ermland zur Bewirtschaftung, das zu dieser Zeit einen Wert von 38.000 Talern hatte. Ab 1789 amtierte er als Kreisdeputierter und 1797 wurde er nach dem Tod von Wilhelm Sigismund von Tettau zu dessen Nachfolger als Landrat des Kreises Braunsberg gewählt. Die Bestätigung als Landrat erhielt er im August 1797.

## Persönliches
Johann von Lingk war von 1773 bis 1780 Mitglied einer Königberger Loge. Nach seinem Tod um das Jahr 1818 hinterließ er seiner Witwe das Gut Dietrichsdorf.